# Píla (powiat Łuczeniec)
Píla (węg. Fűrész) – wieś (obec) na Słowacji położona w kraju bańskobystrzyckim, w powiecie Łuczeniec. Pierwsze wzmianki o miejscowości pochodzą z roku 1456. 
Według danych z dnia 31 grudnia 2012, wieś zamieszkiwało 276 osób, w tym 145 kobiet i 131 mężczyzn.
W 2001 roku pod względem narodowości i przynależności etnicznej 99,24% mieszkańców stanowili Słowacy, a 0,38% Morawianie.
Ze względu na wyznawaną religię struktura mieszkańców kształtowała się w 2001 roku następująco:
- Katolicy rzymscy – 43,56%
- Ewangelicy – 51,14%
- Ateiści – 3,03%
- Nie podano – 2,27%